# 護身剣
護身剣（ごしんのつるぎ/ごしんのけん）は、大刀契のうち、破敵剣と並んで重視された御剣。守護剣（しゅごのけん）、日月護身剣（にちげつごしんのけん）とも。
刃の長さ69センチメートル、把の長さ18センチメートル、全長87センチメートル、先は両刃、身は片刃の刀である。

## 略史
破敵剣と共に百済王が倭王に献じたものという伝承をもつ。
『塵袋』によると、護身剣・破敵剣の両剣は天皇行幸時の大刀契のひとつで、名称のとおり護身・破敵の機能を果たした。
天徳4年（960年）に焼失、応和元年（961年）に安倍晴明・賀茂保憲らによって再鋳造されたが、寛治8年（1094年）に焼失した。

## 銘文
符図〔左〕
| 日形 南斗六星 朱雀形 青龍形 |

符図〔右〕
| 月形 北斗七星 玄武形 白虎形 |

銘文〔峰〕
| 歳在庚申正月 百済所造 三七練刀 南斗 北斗 左青竜 右白虎 前朱雀 後玄武 辟深不祥 百福会就 年齢延長 萬歳無極 |

## 解釈
左には日の形・南斗六星・朱雀の形・青龍の形が、右には月の形・北斗七星・玄武の形・白虎の形が刻まれている。
銘文に見える庚申年は西暦360年、百済所造は作刀の地が百済であることを示す。銘文中の南斗北斗、青龍白虎、朱雀玄武の語は刀身に刻まれる符図、南斗六星北斗七星、朱雀形玄武形、青龍形白虎形と合致する。
星宿や四神に続けて「深き不祥を避け、百福会集し、年齢延長し、萬歳極まり無し」と重要な句が四字四節見られる。

## 関連する刀剣
奈良県天理市に鎮座する石上神宮が所蔵する七支刀は、護身剣・破敵剣に少し遅れて372年あたりに百済王世子から神功皇后に献じられたとされている。

## 関連資料
護身剣が記録される資料
- 『塵袋』
- 『中右記』

### 原典
1. ↑  『塵袋』